# Jan Nortje
Johannes "Jan" Nortje (11 de abril de 1975) es un luchador profesional de artes marciales mixtas, kickboxer y boxeador invicto de Sudáfrica que luchó para Strikeforce, DREAM, K-1, PRIDE Fighting Championships y New Japan Pro Wrestling. Es apodado "The Giant" debido a su gran tamaño con sus 2.10 m de altura y sus 160 kg de peso, llegó a luchar contra luchadores de la talla de Mirko Filipović, Jérôme Le Banner o Gary Goodridge y también contra campeones de K-1 como Ernesto Hoost, Peter Aerts y Semmy Schilt.
Entre sus logros más destacados se encuentra el haber sido semifinalista del campeonato de K-1 World Grand Prix celebrado en Hawái en 2007, campeón de Sudáfrica de peso superpesado en kickboxing y campeón del título de boxeo en peso pesado All-African en 2001.

## Récord en K-1
| Resultado | Record | Rival             | Método            | Evento                                 | Fecha                  | Asalto | Tiempo | Lugar              | Notas                           |
| --------- | ------ | ----------------- | ----------------- | -------------------------------------- | ---------------------- | ------ | ------ | ------------------ | ------------------------------- |
| Derrota   | 9-15   | Lechi Kurbanov    | Decisión dividida | K-1 World Ichigeki Cup 2013            | 29 de junio de 2013    | 4      | 3:00   | Grozny, Rusia      | Decisión mediante asalto extra. |
| Derrota   | 9-14   | Peter Aerts       | TKO               | K-1 World GP 2008 Fukuoka              | 29 de junio de 2008    | 3      | 2:49   | Fukuoka, Japón     |                                 |
| Derrota   | 9-13   | Bjorn Bregy       | KO                | K-1 World Grand Prix 2008 Ámsterdam    | 26 de marzo de 2008    | 1      | 1:10   | Ámsterdam, Holanda |                                 |
| Victoria  | 9-12   | Dong Wook-Kim     | TKO               | K-1 World Grand Prix 2007 Final        | 8 de diciembre de 2007 | 2      | 0:11   | Yokohama, Japón    |                                 |
| Derrota   | 8-12   | Mighty Mo         | KO                | K-1 World Grand Prix 2007 in Hawaii    | 28 de abril de 2007    | 2      | 1:50   | Honolulu, Hawái    |                                 |
| Victoria  | 8-11   | Julius Long       | TKO               | K-1 World Grand Prix 2007 in Hawaii    | 28 de abril de 2007    | 2      | 1:56   | Honolulu, Hawái    |                                 |
| Derrota   | 7-11   | Imani Lee         | Decisión          | K-1 World Grand Prix 2005 Las Vegas II | 13 de agosto de 2005   | 3      | 3:00   | Las Vegas, Nevada  |                                 |
| Derrota   | 7-10   | Semmy Schilt      | KO                | Titans 1st                             | 6 de noviembre de 2004 | 2      | 0:57   |                    |                                 |
| Derrota   | 7-9    | Alexander Ustinov | Decisión          | K-1 World Grand Prix 2004 Las Vegas II | 7 de agosto de 2004    | 3      | 3:00   | Las Vegas, Nevada  |                                 |
| Victoria  | 7-8    | Tom Erikson       | TKO               | K-1 World Grand Prix 2004 Nagoya       | 6 de junio de 2004     | 1      | 0:55   | Nagoya, Japón      |                                 |
| Victoria  | 6-8    | Mike Bernardo     | KO                | K-1 World Grand Prix 2004 Saitama      | 9 de octubre de 2000   | 1      | 2:32   | Saitama, Japón     |                                 |
| Derrota   | 5-8    | Martin Holm       | KO                | K-1 World Grand Prix 2003              | 6 de diciembre de 2003 | 1      | 1:06   |                    |                                 |
| Victoria  | 5-7    | Ivan Rudan        | KO                | New Japan Pro Wrestling: K-1 vs. NJPW  | 3 de noviembre de 2003 | 1      | 0:19   | Japón              |                                 |
| Derrota   | 4-7    | Alexey Ignashov   | KO                | K-1 World Grand Prix 2003 Fukuoka      | 13 de julio de 2003    | 1      | 2:49   | Fukuoka, Japón     |                                 |
| Victoria  | 4-6    | Evgeny Orlov      | Decisión          | K-1 World Grand Prix 2003 Saitama      | 19 de marzo de 2000    | 5      | 3:00   | Saitama, Japón     |                                 |
| Derrota   | 3-6    | Ernesto Hoost     | KO                | K-1 World Grand Prix 2002 Las Vegas    | 17 de agosto de 2002   | 3      | 1:29   | Las Vegas, Nevada  |                                 |
| Victoria  | 3-5    | Jörgen Kruth      | KO                | K-1 World Grand Prix 2002 Nagoya       | 3 de marzo de 2002     | 2      | 1:38   | Nagoya, Japón      |                                 |
| Victoria  | 2-5    | Sergei Matkin     | KO                | K-1 World Grand Prix 2001 Nagoya       | 20 de julio de 2001    | 2      | 1:01   | Nagoya, Japón      |                                 |
| Derrota   | 1-5    | Peter Graham      | Decisión          | K-1 World Grand Prix 2001 Osaka        | 29 de abril de 2001    | 4      | 3:00   | Osaka, Japón       | Decisión mediante asalto extra  |
| Derrota   | 1-4    | Jérôme Le Banner  | KO                | K-1 Survival 2000                      | 28 de mayo de 2000     | 1      | 1:07   |                    |                                 |
| Derrota   | 1-3    | Matt Skelton      | Decisión          | K-1 Braves '99                         | 21 de junio de 1999    | 3      | 3:00   |                    |                                 |
| Derrota   | 1-2    | Mirko Filipović   | KO                | K-1 Revenge '99                        | 25 de abril de 1999    | 4      | 1:58   | Yokohama, Japón    |                                 |
| Victoria  | 1-1    | Mitsuya Nagai     | TKO               | K-1 Japan '98 Kamikaze                 | 28 de octubre de 1998  | 1      | 2:51   | Japón              |                                 |
| Derrota   | 0-1    | Matt Skelton      | TKO               | K-1 Kings '98                          | 9 de abril de 1998     | 3      | 0:47   |                    |                                 |

## Récord en artes marciales mixtas
| Resultado | Récord | Oponente                 | Método   | Evento                                | Fecha                   | Asalto | Tiempo | Lugar              | Notas                                        |
| --------- | ------ | ------------------------ | -------- | ------------------------------------- | ----------------------- | ------ | ------ | ------------------ | -------------------------------------------- |
| Derrota   | 2-6    | Rameau Thierry Sokoudjou | TKO      | Dream 9                               | 26 de mayo de 2009      | 1      | 2:30   | Yokohama, Japón    | DREAM Super Hulk Grand Prix - Primer combate |
| Victoria  | 2-5    | Bob Sapp                 | TKO      | Strikeforce: At The Dome              | 23 de febrero de 2008   | 1      | 0:55   | Tacoma, Washington |                                              |
| Derrota   | 1-5    | Gary Goodridge           | TKO      | Hero's 8                              | 12 de marzo de 2007     | 1      | 3:00   | Nagoya, Japón      |                                              |
| Derrota   | 1-4    | Masayuki Naruse          | Sumisión | K-1                                   | 31 de diciembre de 2003 | 1      | 4:40   | Nagoya, Japón      |                                              |
| Derrota   | 1-3    | Shinsuke Nakamura        | Sumisión | New Japan Pro Wrestling               | 2 de mayo de 2003       | 2      | 3:12   | Tokio, Japón       |                                              |
| Victoria  | 1-2    | Tadao Yasuda             | TKO      | Inoki Bom-Ba-Ye 2002                  | 31 de diciembre de 2002 | 2      | 0:57   | Saitama, Japón     |                                              |
| Derrota   | 0-2    | Yoshihisa Yamamoto       | Sumisión | PRIDE 18                              | 23 de diciembre de 2001 | 1      | 1:43   | Fukuoka, Japón     |                                              |
| Derrota   | 0-1    | Gary Goodridge           | Sumisión | K-1 Andy Memorial 2001 Japan GP Final | 19 de agosto de 2005    | 1      | 1:11   | Saitama, Japón     |                                              |

## Récord como boxeador profesional
| Resultado | Récord | Oponente         | Método   | Recinto del evento          | Fecha                    | Asalto | Tiempo | Lugar                      | Notas                                        |
| --------- | ------ | ---------------- | -------- | --------------------------- | ------------------------ | ------ | ------ | -------------------------- | -------------------------------------------- |
| Victoria  | 10-0   | Curtis McDorman  | TKO      | Cintas Center               | 16 de junio de 2001      | 2      | 6:00   | Cincinnati, Ohio           |                                              |
| Victoria  | 9-0    | JC Hilliard      | TKO      | Miccosukee Resort & Gaming  | 2 de junio de 2001       | 2      | 0:17   | Miami, Florida             |                                              |
| Victoria  | 8-0    | Monthee Honore   | TKO      | Parow Civic Centre          | 27 de febrero de 2001    | 8      | 12:00  | Ciudad del Cabo, Sudáfrica | Ganó el título All-African de pesos pesados. |
| Victoria  | 7-0    | Mario Sailor     | TKO      | The Moon                    | 5 de agosto de 2000      | 1      | 4:00   | Tallahassee, Florida       |                                              |
| Victoria  | 6-0    | Ricky Peters     | TKO      |                             | 8 de julio de 2000       | 1      | 1:15   | George, Sudáfrica          |                                              |
| Victoria  | 5-0    | Clinton Nortje   | TKO      | Rygersdal Sports Complex    | 2 de julio de 2000       | 1      | 10:00  | Ciudad del Cabo, Sudáfrica |                                              |
| Victoria  | 4-0    | Clinton Nortje   | TKO      |                             | 30 de abril de 2000      | 2      | 6:00   | Ciudad del Cabo, Sudáfrica |                                              |
| Victoria  | 3-0    | Armstrong M'bete | KO       | Bellville Velodrome         | 22 de febrero de 2000    | 1      |        | Ciudad del Cabo, Sudáfrica |                                              |
| Victoria  | 2-0    | Egan Norman      | KO       | Club Mykanos Holiday Resort | 18 de diciembre de 1999  | 1      | 0:10   | Langebaan, Sudáfrica       |                                              |
| Victoria  | 1-0    | Jacob Lolwane    | Decisión |                             | 25 de septiembre de 1999 | 4      | 4:00   | Nelspruit, Sudáfrica       |                                              |